# Cake
CAKE — американський гурт із Сакраменто, Каліфорнія.
Гурт у 1991 році створив гітарист і вокаліст Джон МакКрі (John McCrea). Гурт виконує суміш фанку, репу, кантрі, нової хвилі, джазу і гітарного року. Більшість критиків позиціонує стиль цієї команди як «альтернативний рок» та «інді-рок». «Cake» випустив шість альбомів, два з яких досягли платинового статусу.

## Склад
- Джон МакКрі (англ. John McCrea) — вокал, акустична гітара, губна гармошка
- Ґейб Нельсон (англ. Gabe Nelson) — бас-гітара
- Ксан Маккурді (англ. Xan McCurdy) — гітара
- Вінс ді Фіоре (англ. Vince DiFiore) — труба, перкусія
- Пауло Балді (англ. Paulo Baldi) — ударні, перкусія

## Позиціювання
Попри досить значну популярність, гурт всіляко відхрещується від приналежності до масової культури. Так, МакКрі в різних інтерв'ю часто відгукується скептично про реаліті-шоу, мейнстрім, політичне життя США. Водночас гурт відповідно до інді-культури протистоїть і надто явній комерціалізації.

## Цікаві факти
- Гурт сам продюсував всі свої альбоми;
- Схожість обкладинок усіх альбомів та деяких кліпів гурту (до прикладу, кліп на пісню «No Phone»дуже схожий на кліп «Short Skirt / Long Jacket») спричинена вірою гурту в непроминальні цінності;
- Джон МакКрі постійно носить один й той самий рибальський капелюх, без якого багато хто його навіть не впізнає.

## Дискографія

### Студійні альбоми
- «Motorcade of Generosity» (1994)
- «Fashion Nugget» (1996)
- «Prolonging the Magic» (1998)
- «Comfort Eagle» (2001)
- «Pressure Chief» (2004)
- «Showroom of Compassion» (2011)

### Збірники
- «B-Sides and Rarities» (2007)

### Концертні альбоми
- «Live at the Crystal Palace» (2007)